# Лхаса Урбан
«Лхаса Урбан» (кит. 拉萨城投) — бывший китайский футбольный клуб из провинции Сычуань, город Дэян, выступавший в третьем дивизионе. 

## История
Клуб был основан в 2017 году как проект по развитию профессионального футбола в Тибете. Так как в самом Тибетском автономном районе условия не подходили для занятия футболом, было решено выступать в соседней провинции Сычуань, а базой стал город Дэян. Команда стала преемницей существовавшего футбольного клуба «Хух-Хото Блэк Хорс», который в первые годы своего существования назывался «Тибет Сюэцюань». В итоге в 2017 году команда начала выступления в четвертом дивизионе, где по итогам розыгрыша заняла 6-е место. В следующем году клуб смог занять пятое место в дивизионе и попасть в плей-офф Северной группы. Хотя выступления в плей-офф были не очень удачными, клуб смог занять итоговое пятое место, а сезон 2019 года команда уже начала в третьем дивизионе. Одной из проблем для «Лхаса Урбан» стал домашний стадион, который несколько раз менялся. По итогам розыгрыша 2019 года команда заняла 13-е место. 
Основными цветами являлись жёлтый и синий.  
Прекратил существование 12 июня 2020 года.